# William B. Maclay
William Brown Maclay (* 20. März 1812 in New York City; † 19. Februar 1882 ebenda) war ein US-amerikanischer Jurist und Politiker. Er vertrat zwischen 1843 und 1849 sowie zwischen 1857 und 1861 den Bundesstaat New York im US-Repräsentantenhaus.

## Werdegang
William Brown Maclay wurde ungefähr drei Monate vor dem Ausbruch des Britisch-Amerikanischen Krieges in New York City geboren. Er erhielt Privatunterricht. 1836 graduierte er am College of the City of New York. Im selben Jahr war er Mitherausgeber (associate editor) von New York Quarterly Review. Er unterrichtete Latein und studierte Jura. Nach dem Erhalt seiner Zulassung als Anwalt 1839 begann er in New York City zu praktizieren. Zwischen 1840 und 1842 saß er in der New York State Assembly. Politisch gehörte er der Demokratischen Partei an.
Bei den Kongresswahlen des Jahres 1842 wurde Maclay im vierten Wahlbezirk von New York in das US-Repräsentantenhaus in Washington, D.C. gewählt, wo er am 4. März 1843 die Nachfolge von Aaron Ward antrat. Er wurde zweimal in Folge wiedergewählt. Im Jahr 1848 erlitt er bei seiner Wiederwahlkandidatur eine Niederlage und schied nach dem 3. März 1849 aus dem Kongress aus. Dann kandidierte er 1856 im fünften Wahlbezirk von New York für einen Kongresssitz. Nach einer erfolgreichen Wahl trat er am 4. März 1857 die Nachfolge von Thomas R. Whitney an. Er wurde einmal wiedergewählt. Da er auf eine sechste Kandidatur verzichtete, schied er nach dem 3. März 1861 aus dem Kongress aus.
Ungefähr einen Monat später brach der Bürgerkrieg aus. Er verstarb am 19. Februar 1882 in New York City und wurde dann auf dem Green-Wood Cemetery beigesetzt.